# Hasret Gültekin
Hasret Gültekin, född 1 maj 1971, död 2 juli 1993, var en alevi musiker och poet som mördades tillsammans med 37 andra personer i Sivas-provinsen i Turkiet när en fundamentalistisk islamistmobb satte eld på hotellet där han var vistades.
Gültekin föddes i Han-byn Sivas som det tredje barnet av Süleyman och Hacıhanım Gültekin. Han började spela bağlama vid sex års ålder och hoppade av gymnasiet för att satsa på en karriär inom musiken. Gültekin avslutade sitt första album Gun Olaydı ("Om det hade varit natt") när han var bara sexton år gammal. År 1989 visade han sin behärskning av şelpe-tekniken på sitt andra album Gece Ile Gündüz Arasında ("mellan natt och dag"). Hans tredje album Rüzgarın Kanatları ("vindens vingar") släpptes 1991. Senare samma år gifte han sig Yeter Gültekin. Den 2 juli 1993 åkte han till Sivas för att delta i Pir Sultan Abdal-kulturfestivalen tillsammans med många andra musiker, författare, poeter och intellektuella. Han dog vid 21 års ålder under en mordbrand på Madimak Hotel där han bodde. Hans fru födde deras son, Roni Hasret Gültekin, tre månader efter hans död.